# اللاسلطوية والدين
اللاسلطوية والدين كان اللاسلطويون تقليديًا متشككين ومعارضين للدين المُنظّم أي معارضين لكلّ أشكال الرهبنة وسلطة الكهنوت وسلطة رجال الدّين وسلطة المشائخ والمعلم الروحاني إلخ.. وذلك يعود إلى أن معظم الأديان هي ذات طبيعة هرمية، وغالبا ما ارتبطت بهيكليات السلطة المعاصرة كهيكلية الدولة. لكن هذا لا يعني أن اللاسلطويين معارضين للايمان الشخصي، ولكنهم يعارضون فقط الطبيعة السلطوية في الدين المنظمة. إلى حد بعيد، اللا سلطوية هي موضوع رئيسي في بعض الطوائف الدينية والمؤسسات الدينية اللاطائفية، وبعضها الآخر مختلف عن الأديان السائدة. عبر التاريخ كان هناك العديد من اللاسلطويين المتدينين. بعض اللاسلطويين مثل ليو تولستوي الذي كان من المؤمنين الشديدين بمبادئ اللاسلطوية المسيحية واللاعنف.

## الصدام اللاسلطوي مع الدين
قدّم بعض اللاسلطويين تفسيرات ومقاربات دينية للاسلطوية، بما في ذلك اعتبار تمجيد الدولة ضرباً من الوثنية الآثمة، ورغم ذلك يُعد اللاسلطويون عموماً لادينيين، وغالباً مُعادين للدين، ويتألف شعار اللاسلطوية المعياري من العبارة التي صاغها الاشتراكيٌ الذي لم يكن لاسلطوياً وهو لوي أوجوست بلانكي عام 1880، وهي: «لا للإله ولا للسيّد!» (بالفرنسية: Ni Dieu ni maître!)، ويبرر اللاسلطويون وجود هذا الرابط السلبي بأن الدين يدعم السياسة، والرموز الدينية تدعم الدولة، لذا يعارض معارضو السلطة السياسية السلطةَ الدينية أيضاً.
ومن أشهر أعلام اللاسلطوية ويليام غودوين، صاحب كتاب «استفسار حول العدالة السياسية» عام 1973، وهو أول نص ممنهج للسياسة الليبرتارية، وكان غودوين كاهناً كالفينياً بدأ برفضه للمسيحية، وانتقل عبر الألوهية إلى الإلحاد، ومن ثم إلى ما يسمى باللاأدرية أو الأغنوستية، من جهة أخرى بدأ الفرداني اللاسلطوي الألماني الرائد ماكس ستيرنر كملحد هيغلي يساري تالٍ للفويرباخية، رافضاً (أوهام) الدين بالإضافة إلى السياسة بما فيها أوهام (الإنسانية)، بينما يُعدّ بيير جوزيف برودون أول شخص يعتبر نفسه لاسلطوياً، وعُرف أيضاً بمقولاته: «الملكية سرقةٌ» و«الإله شرير» و«الإله هو المجهول الأبدي».
بعد وفاة ميخائيل باكونين تم نشر عمله الله والدولة والذي كان أول الكتب اللاسلطوية عن الدين. شرح باكونين في هذا الكتاب رؤيته للدين في التاريخ وعلاقته بالدولة السياسية المعاصرة. لاحقا تم نشره باللغة الإنكليزية في منشورات أمنا الأرض في 1916.
كان المنظّر الرئيسي للشيوعية اللاسلطوية بيتر كروبتوكن وليد حركة التنوير والثورة العلمية، وافترض أن العلم سيستبدل الدين، وأن الكنيسة والدولة ستُبطَلان، وعُني بشكل خاص بتطوير نظام أخلاق علماني يستبدل اللاهوت الخارق للطبيعة بعلم الأحياء الطبيعي.
من جهة أخرى قدِم كل من إيريكو مالاتيستا وكارلو كافييرو، المؤسسَين الرئيسيين للحركة اللاسلطوية الإيطالية، من عائلة متحررة فكرياً، كما كان كافييرو منخرطاً في المجتمع العلماني الوطني عندما زار لندن خلال سبعينيات القرن التاسع عشر. 
أما فيما يخص الحركة اللاسطلوية الفرنسية، كان إليسيه ريكلو ابن كاهن كالفيني، وبدأ برفض الدين قبل التحوّل للاسلطوية، وكتب سيباستيين فور، أكثر المتحدثين والكتاب نشاطاً في الحركة الفرنسية لنصف قرن، مقالةً بعنوان اثنا عشر دليلاً على عدم وجود الإله، من جهة أخرى كتب اللاسلطوي التمردي الألماني يوهان موست مقالةً بعنوان وباء الإله.
في الولايات المتحدة الأمريكية، كان التفكير الحر حركة معادية للمسيحية ورجال الدين بشكل أساسي، وهدف لتحرير الفرد سياساً وروحياً ليقرر شؤونه الدينية بنفسه، وكان عدد من المساهمين في دورية ليبرتي (Liberty) شخصيات بارزة في كل من التفكير الحر واللاسلطوية.
فكان اللاسلطوي الفرداني جورج ماكدونالد محرراً مشاركاً في دورية فري ثوت (Freethought)، ولبعض الوقت في دورية ذا تروث سيكر (The Truth Seeker)، من جهة أخرى كان إي. سي. ووكر محرراً مشاركاً في دورية (Lucifer, the Light-Bearer) الممتازة والداعمة لحريتي التفكير والحب. وبالتالي كان العديد من اللاسلطويين مفكرين متحررين متحمسين، وعموماً كانوا ينظرون للكنيسة على أنها حليفة للدولة وقوةٌ قامعة بحد ذاتها ولذاتها.
وفي أوروبا طرأ تطور مشابه في الدوائر اللاسلطوية الفردانية الفرنسية والإسبانية، ويُعتبر العداء لرجال الدين، كما فيما تبقى من الحركة الليبرتارية، أحد العناصر التي اكتسبت تعلّقاً بالمقياس الذي بدأت عنده الجمهورية الفرنسية بالنزاع مع الكنيسة، وأثّر الخطاب المعادي لرجال الدين، الذي أجراه الفرداني الفرنسي أندريه لورلو باستمرار، في دورية إستوديوس (Estudios) اللاسلطوية الفردناية الإسبانية.
كما حصلت مهاجمات للدين المؤسسي لما كان مسؤولاً عنه في الماضي من تطويرات سلبية، وبسبب لاعقلانيته التي جعلت منه نقيضاً للتقدم الفلسفي والعلمي، وتعالت انتقادات الحركات التبشيرية والتلاعب الإيديولوجي بكل من المؤمنين والأغنوستيين، واستمرت هذه النزعات في اللاسلطوية الفردانية الفرنسية في أعمال ونشاط شارل أوغوست بونتوم وآخرون.
من جهة أخرى أبدت المجلتان الإسبانيتان الفردانيتان اللاسلطويتان إيتيكا (Ética) وإينيثياليس (Iniciales) اهتماماً كبيراَ في نشر أخبار علمية، متعلقة عادةً بالهواجس الإلحادية والمضادة للألوهية، وفي الفلسفة التي أفادت أيضاً في الإشارة لعدم توافق العلم مع الدين، والعقيدة مع المنطق، وبهذه الطريقة جرت أحاديث كثيرة عن نظريات داروين أو إنكار وجود الروح.
تم اتهام الحركة اللاسلطوية في إسبانيا في بداية القرن العشرين عن حرق عدد من الكنائس، ولكن في الواقع أن أغلب الكنائس تم احراقها من قبل أعضاء الحزب الراديكالي الديمقراطي، وخلال الحرب الأهلية الأسبانية تنامت النزعات اللا دينية بسبب دعم المؤسسة الدينية للحركة الفاشية. في عملها «اللاسلطوية: ما الذي تقف من أجله حقا»، إيما غولدمان تكتب: «تعلن اللاسلطوية الحرب على التأثيرات المؤذية التي منت حتى الآن التوالف المتآلف بين الغرائز الفردية والاجتماعية، الفرد والمجتمع. الدين، المسيطر على الفكر البشري؛ الملكية، المسيطرة على الحاجات البشرية، والحكومة، المسيطرة على السلوك البشري، الممثلة لحصن عبودية الإنسان وكل رهبة توجبها». في أواخر القرن التاسع عشر، اللاسلطويون مثل فولتيرين دو كلير كانوا جزءاً من حركة المفكرين الأحرار، الداعمة للالحاد.
قاد اللاسلطويون الصينيون معارضة المسيحية في بدايات القرن العشرين، ولكن وضّح أبرزهم، لي شيزينغ، أنه لم يكن معارضاً للمسيحية فقط، وإنما جميع الأديان المماثلة أيضاً، وعندما أصبح رئيساً للحركة المعادية للمسيحية لعام 1922، خاطب عُصبة ملحدي بكّين قائلاً: «إن الدين قديم وفاسد في جوهره، وقد تجاوزه التاريخ، فلماذا نتناقش حتى، وقد وصلنا للقرن العشرين، بهذا الهراء الذي يعود للعصور البدائية؟»